# Rüdiger Helm
Rüdiger Helm (Neubrandenburg, República Democràtica Alemanya 1956) és un piragüista alemany, ja retirat, que destacà a finals de la dècada del 1970 i que guanyà 6 medalles olímpiques.

## Biografia
Va néixer el 6 d'octubre de 1956 a la ciutat de Neubrandenburg, població situada a l'estat de Mecklemburg-Pomerània Occidental, que en aquells moments estava situada a l'República Democràtica Alemanya (RDA) i que avui en dia forma part d'Alemanya.

## Carrera esportiva
En represetnació de la República Democràtica Alemanya (RDA) participà, als 19 anys, en els Jocs Olímpics d'Estiu de 1976 realitzats a la ciutat de Mont-real (Canadà), on aconseguí guanyar tres medalles olímpiques: la medalla de bronze en les proves de K-1 500 metres i K-4 1.000 metres, a més de la medalla d'or en la prova de K-1 1.000 metres. En els Jocs Olímpics d'Estiu de 1980 realitzats a Moscou (Unió Soviètica) aconseguí revalidar el títol en la prova de K-1 1.00 metres i el guanyà en la prova de K-4 1.000 metres, a més de guanyar la medalla de brozne en la prova del K-2 500 metres.
Al llarg de la seva carrera guanyà un total de 19 medalles en el Campionat del Món de piragüisme, entre elles 10 medalles d'or, sis medalles de plata i tres medalles de bronze.